# بخش سلمدژینسکی
بخش سلمدژینسکی (به لاتین: Selemdzhinsky District) یک منطقهٔ مسکونی در روسیه است که در استان آمور واقع شده‌است.